# Money Johnson
Harold "Money" Johnson (Tyler (Texas), 23 februari 1918 - New York, 28 maart 1978) was een Amerikaanse jazz-trompettist. 
Johnson speelde trompet vanaf zijn vijftiende. Hij speelde met Charlie Christian en Henry Bridges, en was lid van de band van Nat Towles, waar hij twee periodes actief was. In de jaren veertig speelde hij met Count Basie, Cootie Williams, Lucky Millinder en Bull Moose Jackson, in de jaren vijftig onder meer met Louis Jordan, Lucky Thompson, Sy Oliver, Buddy Johnson, Cozy Cole en Mercer Ellington. In de jaren zestig was hij lid van de huisband van Apollo Theater in New York. Hij werkte met Earl Hines (waarmee hij in de Sovjet-Unie toerde) en Sy Oliver. Vanaf 1968 maakte hij deel uit van de trompetsectie in het orkest van Duke Ellington en speelde mee op verschillende albums die de band tot in het begin van de jaren zeventig maakte.
Money Johnson's spel is te horen op platen van onder meer Horace Henderson, Eddie "Cleanhead" Vinson, Cootie Williams, Lucky Millinder, Pearl Bailey, Jesse Stone, Lucky Thompson, King Curtis, Jack McDuff, Houston Person, Barbara Lewis en Buck Clayton.

## Discografie (selectie)
Met Duke Ellington:
- Second sacred Concert, 1968
- New orleands Suite, 1970
- Afro-Asian Eclipse, 1971
- Togo Brava Suite, 1971
- Ellington Suites, 1972

- Bibliothèque nationale de France: cb138956925 (data)
- Gemeinsame Normdatei: 134585577
- International Standard Name Identifier: 0000 0000 5515 1798
- Library of Congress Control Number: no00087009
- MusicBrainz: 4004d3dd-fcc6-41a3-8acd-ab22abc3ddb3
- Istituto Centrale per il Catalogo Unico: DDSV266612
- SNAC: w6fk68nt
- Système universitaire de documentation: 161101461
- Virtual International Authority File: 76500499
- WorldCat: E39PBJpDJbqwg3qCD7mrmjMHG3